# Walter Nowotny
Walter Nowotny, přezdívaný „Nowi“ (7. prosince 1920, Gmünd v Rakousku – 8. listopadu 1944, Hesepe v Německu) byl rakouský pilot, stíhací eso Luftwaffe, jeden z nejúspěšnějších německých stíhačů druhé světové války - při 442 bojových letech sestřelil 258 letadel.

## Mládí
Narodil se 7. prosince 1920 v rakouském městě Gmünd, které se nachází na hranicích Česka a Rakouska. 
Roku 1925 se jeho rodina přestěhovala do Schwarzenau, kde navštěvoval v letech 1926 až 1930 obecnou školu. Poté nastoupil jako zpěvák do cisterciáckého kláštera ve Zwettlu. Dále studoval na Vyšší reálné škole ve Waidhofenu na Thaye a od roku 1935 Vyšší školu v Laa na Dyji. Zde 22. května roku 1939 úspěšně složil maturitní zkoušku.

## Druhá světová válka
Po maturitě nastoupil k odpracování povinného půl roku v Říšské pracovní službě. Jelikož ale 1. září 1939 vypukla 2. světová válka, přihlásil se dobrovolně k letectvu (Luftwaffe) a 1. října na základě povolávacího rozkazu nastoupil do Vratislavi k základnímu výcviku. Po jeho absolvování byl přeložen k 1. červenci 1940 do Schwechatu u Vídně do Jagdfliegerschule 5 k výcviku na stíhacího pilota. Jedním z jeho instruktorů zde byl i Julius Arigi, rakouské letecké eso 1. světové války s 32 sestřely. 15. listopadu byl přeložen k 1. doplňovací skupině Merseburk, která měla za úkol chránit chemické závody Leuna.
1. prosince 1940 byl opět přeložen a to k náhradní letce JG 54 a 23. února 1941 k 9. letce 3. skupiny stíhací eskadry JG 54 se kterou se dostal 10. července poprvé do boje. Již 19. července dosáhl svého prvního vítězství, když se mu podařilo sestřelil dva Polikarpovy I-153 nad ostrovem Ösel. Současně byl ale sestřelen ve svém Bf 109 E-7 (W.Nr. 1137) „bílá 2“ v Baltském moři severně od estonské Saaremy, kde musel tři dny čekat na záchranu estonským námořnictvem.

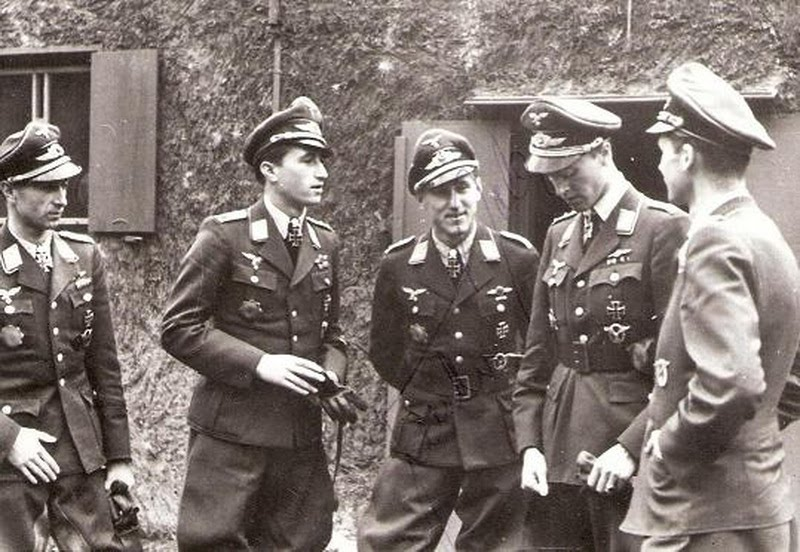
Nowotny (druhý z vleva) s Grasserem, Rallem a Wittgensteinem (1944)

Během srpna 1941 dosáhl 10. sestřelu a obdržel Železný kříž 1. třídy. 2. srpna 1942 dosáhl svého 50. sestřelu a 14. září obdržel Rytířský kříž. 15. června 1943 dosáhl svého 100. sestřelu. 4. září obdržel Dubové Ratolesti a o pět dní později dosáhl svého 200. sestřelu. 22. září byl vyznamenán Meči k Rytířskému kříži. 14. října dosáhl 250. vítězství jako první stíhač a 19. října obdržel Brilianty. 15. listopadu sestřelil své 255. a zároveň poslední letadlo na východní frontě.

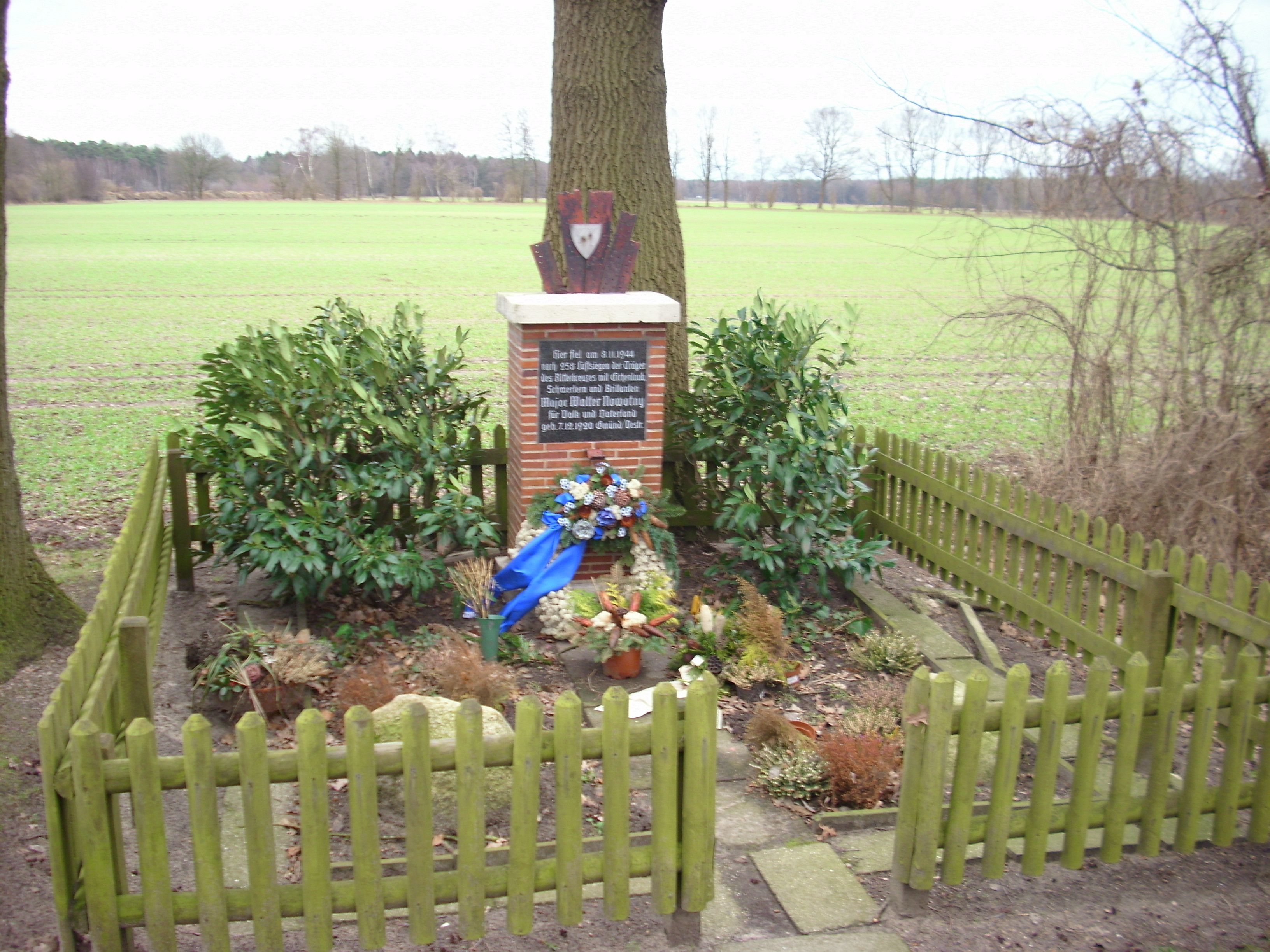
Pomník v Epe

Následně byl stažen z aktivní služby a využíván propagandou. 1. dubna 1944 je jmenován velitelem školní eskadry JG 101 v Pau ve Francii a koncem září je jmenován velitelem jednotky nazývané „Kommando Nowotny“ vybavené letouny Me 262. Zde se mu podařilo získat ještě 3 sestřely. Dne 8. listopadu byl při útoku na americké bombardéry ve svém letounu Me-262-A-1a (W.Nr. 110 400) „bílá 8“ sestřelen nedaleko Hesepe doprovodnými stíhači P-51 Mustang (poručíkem Eduardem „Buddy“ Haydonem z 357. stíhací skupiny USAAF a kapitánem Ernestem „Feeb“ Fiebelkornem z 20. stíhací skupiny USAAF). Při státním pohřbu byl pochován ve Vídni. Na jeho památku byl vybudován pomník na místě jeho sestřelu v Epe.

## Vyznamenání
- Rytířský kříž Železného kříže (14.09.1942)
- Rytířský kříž Železného kříže, s dubovou ratolestí (04.09.1943)
- Rytířský kříž Železného kříže, s dubovou ratolestí a meči (22.09.1943)
- Rytířský kříž Železného kříže, s dubovou ratolestí, meči a brilianty (19.10.1943)
- Rytířský kříž, I. třídy
- Rytířský kříž, II. třídy
- Společný odznak pro piloty a pozorovatele[1], ve zlatě s brilianty
- Čestný pohár za zvláštní úspěchy v letecké válce[2]
- Odznak za zranění 1939, černý
- Řád kříže svobody , I. třída (Finsko)
- Medaile za východní frontu
- Frontová letecká spona[3] pro stíhače, ve zlatě s přívěskem "400" operací
- Německý kříž , ve zlatě (21. 08. 1942)
- Šestkrát zveřejněn v Wehrmachtbericht (02. 09. 1943, 09. 09. 1943, 16. 09. 1943, 10. 10 1943, 15. 10. 1943 a 09. 11 1944)